# Labidochromis textilis
Labidochromis textilis là một loài cá thuộc họ Cichlidae. Nó được tìm thấy ở Mozambique và Tanzania. Môi trường sống tự nhiên của chúng là hồ nước ngọt.